# Aimée Antoinette Camus
Aimée Antoinette Camus (* 1. Mai 1879 in L’Isle-Adam nahe Paris; † 17. April 1965 in Paris) war eine französische Botanikerin. Ihr botanisches Autorenkürzel lautet „A.Camus“.

## Leben
Aimée Antoinette Camus war die Tochter des Botanikers Edmond Gustave Camus (1852–1915). Sie wurde selbst Botanikerin und war am Muséum national d’histoire naturelle in Paris tätig.

## Ehrungen
Nach ihr wurden zwei Pflanzengattungen Camusia J.W.Lorch und Camusiella Bosser sowie eine Pflanzenart Pseudechinolaena camusiana Bosser benannt.

## Schriften
- zusammen mit Edmond Gustave Camus: Classifiaction des saules d’Europe et monographie des saules de France. (1904–1906).
- Les Cyprés (genre Cupressus)… 1914.
- Les arbres, arbustes et abrisseaux d’ornement. 1923.
- Les Chataigniers. 1929.
- Les Chênes. (1934–1954).